# ナイト・ラインズ
『ナイト・ラインズ』（原題：Night-Lines）は、アメリカ合衆国のジャズ・ピアニスト、デイヴ・グルーシンが1984年に発表したスタジオ・アルバム。

## 解説
ドラム・パートは基本的にリン・ドラムの打ち込みだが、「サンクフル&ソウトフル」ではバディ・ウィリアムスがシモンズ・ドラムを担当した。グルーシンのリーダー・アルバムとしては初めてボーカル・ナンバーが収録され、フィービ・スノウとランディ・グッドラムが2曲ずつ参加した。
日本初回盤は、浅井慎平が撮影したマンハッタンの夜景の写真がジャケットに使用され、曲順も変更されたが、再発CDはジャケット・曲順ともにアメリカ盤と同内容となった。
母国アメリカでは、『ビルボード』のジャズ・アルバム・チャートで4位に達した。

## 収録曲
特記なき楽曲はデイヴ・グルーシン作。
1. パワー・ウェーヴ - "Power Wave" (Don Grusin) - 5:11
2. サンクフル&ソウトフル - "Thankful 'n' Thoughtful" (Sylvester Stewart) - 4:11
3. セント・エルスホエア - "St. Elsewhere" (theme from the TV show St. Elsewhere)" - 4:15
4. ホーンティング・ミー - "Haunting Me" (Randy Goodrum, Jay Graydon) - 5:07
5. シークレット・プレース - "Secret Place" - 3:40
6. ナイト・ラインズ - "Night-Lines" - 5:05
7. ティック・タック - "Tick Tock" (R. Goodrum) - 4:16
8. キッチン・ダンス - "Kitchen Dance" - 4:01
9. サムホエア・ビトウィーン・オールド・アンド・ニュー・ヨーク - "Somewhere Between Old and New York" (R. Goodrum, Dave Loggins) - 4:35
10. ボサ・バロック - "Bossa Baroque" - 4:20

### 日本初回盤LP (VIJ-6425)・CD (VDP-36)

#### サイド1
1. ナイト・ラインズ - "Night Lines" - 5:05
2. サンクフル・ソウトフル - "Thankful 'n' Thoughtful" (S. Stewart) - 4:11
3. セント・エルスホエア - "St. Elsewhere" (theme from the TV show St. Elsewhere)" - 4:15
4. ティック・タック - "Tick Tock" (R. Goodrum) - 4:16
5. サムホエア・ビトウィーン・オールド・アンド・ニュー・ヨーク - "Somewhere Between Old and New York" (R. Goodrum, D. Loggins) - 4:35

#### サイド2
1. ボサ・バロック - "Bossa Baroque" - 4:20
2. パワー・ウェーブ - "Power Wave" (Don Grusin) - 5:11
3. ハウンティング・ミー - "Haunting Me" (R. Goodrum, J. Graydon) - 5:07
4. キッチン・ダンス - "Kitchen Dance" - 4:01
5. シークレット・プレース - "Secret Place" - 3:40

## 参加ミュージシャン
- デイヴ・グルーシン - ピアノ、ローズ・ピアノ、シンセサイザー、パーカッション、ドラムマシン・プログラミング
- フィービ・スノウ - ボーカル(on "Thankful 'n' Thoughtful", "Somewhere Between Old and New York")
- ランディ・グッドラム - ボーカル(on "Haunting Me", "Tick Tock")
- デイヴィッド・サンボーン - サクソフォーン(on "Thankful 'n' Thoughtful")
- マーカス・ミラー - エレクトリックベース(on "Thankful 'n' Thoughtful", "Haunting Me", "Tick Tock")
- リンカーン・ゴーインズ - フレットレスベース(on "Somewhere Between Old and New York")
- バディ・ウィリアムス - シモンズ・ドラム(on "Thankful 'n' Thoughtful")
- ルーベンス・バッシーニ（英語版） - パーカッション(on "Bossa Baroque")
- ゲイリー・ロダ - バックグラウンド・ボーカル(on "Thankful 'n' Thoughtful")
- エド・ウォルシュ - フェアライト・シンセサイザー・プログラミング